# Челябинский инцидент
Челя́бинский инциде́нт имел место 14—17 мая 1918 года между чехами, ехавшими по Транссибу на восток во Владивосток для переброски через океан на французский участок фронта против Центральных держав, и двигавшимися им навстречу в западном направлении венграми, репатриируемыми большевиками по условиям Брестского договора. Эпизод в Челябинске и его непосредственные последствия стали причиной восстания Чехословацкого корпуса против советской власти с результатом в виде её быстрого свержения на территории от Поволжья до Байкала.

## Предыстория

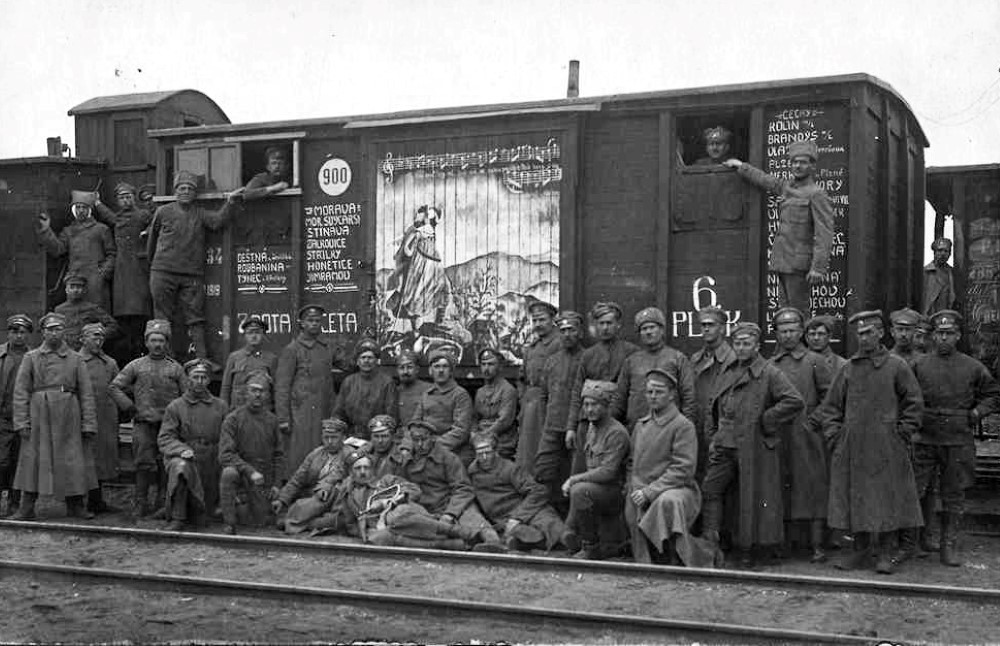
Эшелон чехословацкого корпуса. 1918 год

В мае 1918 года из сибирских и уральских лагерей в направлении на запад по Транссибу двигались эшелоны с возвращающимися домой согласно условиям подписанного два месяца назад между советской Россией и Германией мирного договора более чем миллионом пленных немцев и австро-венгров, на поездах которых развевались красные флаги; они бурно приветствовали своих союзников большевиков. Их поездам давалась «зелёная улица», паровозы, вагоны, уголь. В эшелоне, прибывшем в Челябинск ранним утром 14 мая 1918 года, не было ни русской охраны, ни австро-венгерских офицеров.
В обратном направлении — на восток — с большими проволочками ехали чехословаки в 63 эшелонах. С точки зрения большевиков гораздо важнее было отправить немцев, нежели пропустить быстрее чехов. Да и германский генштаб, со своей стороны, также опасался скорого появления на Западном фронте 40-тысячного Чехословацкого корпуса, в то время когда у Франции уже иссякали последние людские резервы. Немцы потребовали от большевиков сделать всё возможное, чтобы Чехословацкий корпус не попал на Западный фронт и под давлением посла Германии в России графа Мирбаха 21 апреля нарком иностранных дел Г. В. Чичерин направил телеграмму Красноярскому совету о приостановлении дальнейшего передвижения чехословацких эшелонов на восток:

Опасаясь японского наступления на Сибирь, Германия решительно требует, чтобы была начата скорая эвакуация немецких пленных из Восточной Сибири в Западную или в Европейскую Россию. Прошу употребить все средства. Чехословацкие отряды не должны передвигаться на восток.— Г. В. Чичерин
В результате чешские эшелоны то ехали, то стояли по нескольку дней, надолго загоняясь в тупики и простаивая на запасных путях. К концу апреля 1918 года их движение почти прекратилось, и если передовые эшелоны с чехами уже были во Владивостоке, то последние ещё стояли под Пензой. Чехословацкий корпус растянулся на 8 тысяч километров, но не разложился и сохранял боевой дух. 14 мая в Челябинске находилось два чехословацких военных состава 3-го и 6-го стрелковых полков; оба эти поезда фактически застряли в городе из-за преимущества, отданного большевиками составам с пленными Центральных держав. Нарастала нервозность, начали распространяться слухи, что большевики решили выдать славян германцам. По эшелонам ходили пропагандисты всех направлений, агитировавших как за советскую власть, так и против неё.
Пассажиры этих встретившихся в Челябинске эшелонов относились друг к другу без взаимной симпатии. Возвращавшиеся в Германию военнопленные считали чехов предателями, дезертировавшими или сдавшимися в плен русским войскам. Чехи же видели в австрийцах и венграх своих угнетателей, от гнёта которых они стремились избавиться. Дополнительным раздражителем для чехов являлось то, что эшелоны с военнопленными, и так — к их зависти — направлявшимися домой по оптимальному маршруту, пропускались в первую очередь — Германия настаивала на немедленной эвакуации военнопленных, и советская власть стремилась выполнить это требование. Перевозка пленных немцев и австро-венгров по перегруженной железной дороге и была одной из причин задержки эшелонов с чехами. Поэтому для обеих групп, озлобленных жарой, простоями, неопределённостью и лишениями, встреча на челябинском вокзале таила опасности.

## Ход событий

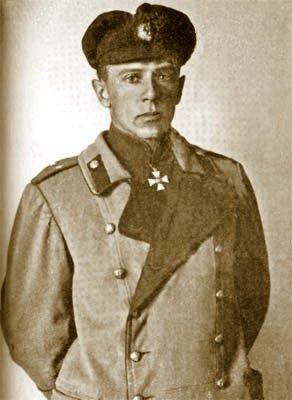
С. Н. Войцеховский в 1919 году

После того, как австро-венгерский состав тронулся, венгр Иоганн Малик с ругательством на венгерском языке, вполне понятным, однако, чехам, кинул из последнего вагона обломок чугунной печки в группу чешских солдат и тяжело ранил им стрелка Франтишека Духачека. Тот потерял сознание, и его возмущённые друзья догнали паровоз, силой заставили машиниста остановить эшелон, отцепили вагоны с военнопленными, высадили из последних трёх вагонов человек 70—80, избили десятерых, заставив назвать провинившегося венгра. Выданный своими И. Малик был тут же чехами заколот штыками. Остальные пленные потом вспоминали, что убитый ещё перед отправлением со станции объявил, что должен убить хотя бы одного чеха до отъезда.
Большевистские власти Челябинска объявили о создании комиссии по расследованию инцидента, и комиссия челябинского Совета арестовала 17 мая 10 чехословаков, забрав их в город с железнодорожной станции, располагавшейся тогда в 5 км от него. Отправленная для расследования произошедшего события и с требованием освободить задержанных делегация во главе с чешским офицером была арестована большевиками и заключена в тюрьму. Вскоре чехословацкие солдаты под командованием подполковника С. Н. Войцеховского осадили вокзал, арестовали коменданта и захватили оружие. После этого чехи оцепили центр Челябинска, захватили арсенал (2800 винтовок и артиллерийскую батарею), обыскали военный комиссариат и перерезали телефонную линию. Хотя советская комиссия и согласилась отпустить ранее арестованных, солдаты Чехословацкого корпуса сами силой освободили своих товарищей, разоружив красногвардейцев.

## Последствия
В Москве новости о событиях в Челябинске вызвали резкую реакцию: в ночь на 21 мая были арестованы два главных члена русской секции Чехословацкого национального совета (ЧНС) заместители председателя филиала ЧНС Прокоп Макса и Богумил Чермак, которые под давлением подписали телеграмму с приказом всем чешским военным сдать оружие советским властям.

Мемориал чехословацким легионерам в Челябинске

Одновременно в Челябинске 20 мая прошёл съезд членов филиала ЧНС и командиров чешских частей, в ходе которого было решено не выполнять распоряжений о сдаче оружия и изменении маршрута, продолжать двигаться на восток, не останавливаясь и перед применением оружия. Был создан новый руководящий орган, Временный исполнительный комитет в составе 11 человек: командир 3-го полка подполковник С. Н. Войцеховский (общее командование в районе Челябинска), командир 4-го полка поручик С. Чечек (общее командование в районе Пензы и Самары), командир 7-го полка капитан Р. И. Гайда (общее командование в районе Новониколаевска). Во все части были отправлены курьеры с ориентировкой «оружия не сдавать, готовиться к бою». П. Максу, сидевшему в ЧК, телеграфировали: «Съезд избрал исполком для руководства передвижением. Не издавайте приказов, они не будут приниматься во внимание». О своих решениях чехи проинформировали и Совнарком: «Советское правительство не может обеспечить свободный и беспрепятственный проезд корпуса, съезд решил оружия не сдавать». В решении чешских руководителей начать восстание сыграли важную роль остававшиеся в штабах и на командных должностях русские офицеры С. Н. Войцеховский, А. К. Степанов, Б. Ф. Ушаков и другие. Главными целями выступления было: не допустить выдачи чинов корпуса в Австро-Венгрию (где их ждала смертная казнь) и обеспечить переброску корпуса в Западную Европу.

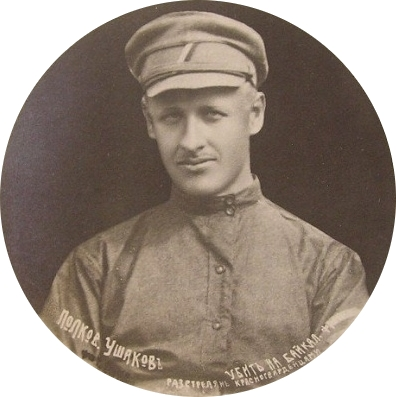
Подполковник Б. Ф. Ушаков

Как пишет современный исследователь гражданской войны в Сибири П. А. Новиков, в ситуации, сложившейся в Поволжье и Сибири весной 1918 года, большевикам важно было не столько разоружить чехов, сколько сделать возможным удаление из Корпуса русских офицеров, действительно представлявших реальную опасность для советской власти. Учёный считает, что у большевиков просто не было иного выхода, как тормозить и пытаться разоружать составы чехословаков, чтобы создать для своего комиссара Дашкова на пропускном пункте станции Слюдянка восточнее Иркутска (где и погибло несколько сотен русских офицеров), и ему подобных, условия, в которых те могли бы без риска для себя задерживать офицерство, стремившееся в Забайкалье и Маньчжурию в т.ч. к активно ведущему борьбу против большевизма и являющемуся своеобразным «магнитом» для антисоветских сил атаману Г. М. Семёнову. Между тем у местных властей не было необходимых сил и средств для проведения таких действий, председатель Пензенского совета рабочих и крестьянских депутатов Александр Минкин сообщал Троцкому: «Пришли к заключению, что не можем выполнить предписание. В Пензе на расстоянии 100 вёрст находится около 12 000 войск с пулемётами. Впереди нас стоят эшелоны, имеющие на 100 человек 60 винтовок. Арест офицеров неминуемо вызовет выступление, против которого устоять мы не сможем». Однако Троцкий, входивший в роль диктатора, гнул свою линию, и вскоре в Красноярске большевики начали с разоружения 23—24 мая 1918 авиационно-штабного эшелона 2-й дивизии, в котором следовал один из героев будущего восстания подполковник Б. Ф. Ушаков. Офицера красным не удалось схватить, а скрывшись от них, он вступил в контакт с антибольшевистским подпольем и поднял в Канске восстание, как только дождался эшелона с ударным батальоном чехословаков, в ночь на 29 мая в ответ на враждебные действия большевиков во главе 500 чехословаков за 40 минут взял под контроль Канск, захватив у красных в качестве трофеев 10 тыс. винтовок, 4 бомбомёта и 38 тыс. патронов. Являясь по позднейшему отзыву Р. Гайды не только талантливым военачальником, но и хорошим политическим организатором, Ушаков объявил о созыве в Канске городской думы и формировании отряда русских офицеров и добровольцев.
Тем временем, по окончании челябинского совещания утром 25 мая командир 7-го Татранского полка Р. И. Гайда распорядился взять Мариинск, что и было исполнено к 14 часам того же дня частями Э. В. Кадлеца, разоружившими при этом следовавший в Забайкалье красноармейский отряд; 1-м батальоном 6-го полка также была занята станция Чулымская. В этот же день была захвачена железнодорожная станция в Марьяновке (между Томском и Красноярском). 25-го же числа о событиях в Мариинске стало известно в Москве, и вечером (в 23:00) этого дня в ответ последовала депеша народного комиссара по военным делам Л. Д. Троцкого, категорически запрещавшая дальнейшее продвижение всех чешских эшелонов и предписывавшая расстреливать на месте любого чеха или словака, обнаруженного с оружием. Кроме того, при обнаружении хотя бы одного вооружённого, приказывалось арестовывать всех находившихся в поезде — при том, что реальными возможностями разоружить чехословаков большевики не обладали.

Все советы под страхом суровой ответственности обязаны немедленно разоружить чехословаков. Каждый чехословак, который будет найден вооружённым на линии ж.д. должен быть расстрелян на месте: каждый эшелон, в котором окажется хотя бы один вооружённый, должен быть выгружен из вагонов и заключен в лагерь военно-пленных. Местные военные комиссары обязуются немедленно выполнить этот приказ; всякое промедление будет равносильно бесчестной измене и обрушит на виновных суровую кару— Народный комиссар по военным делам Л. Д. Троцкий

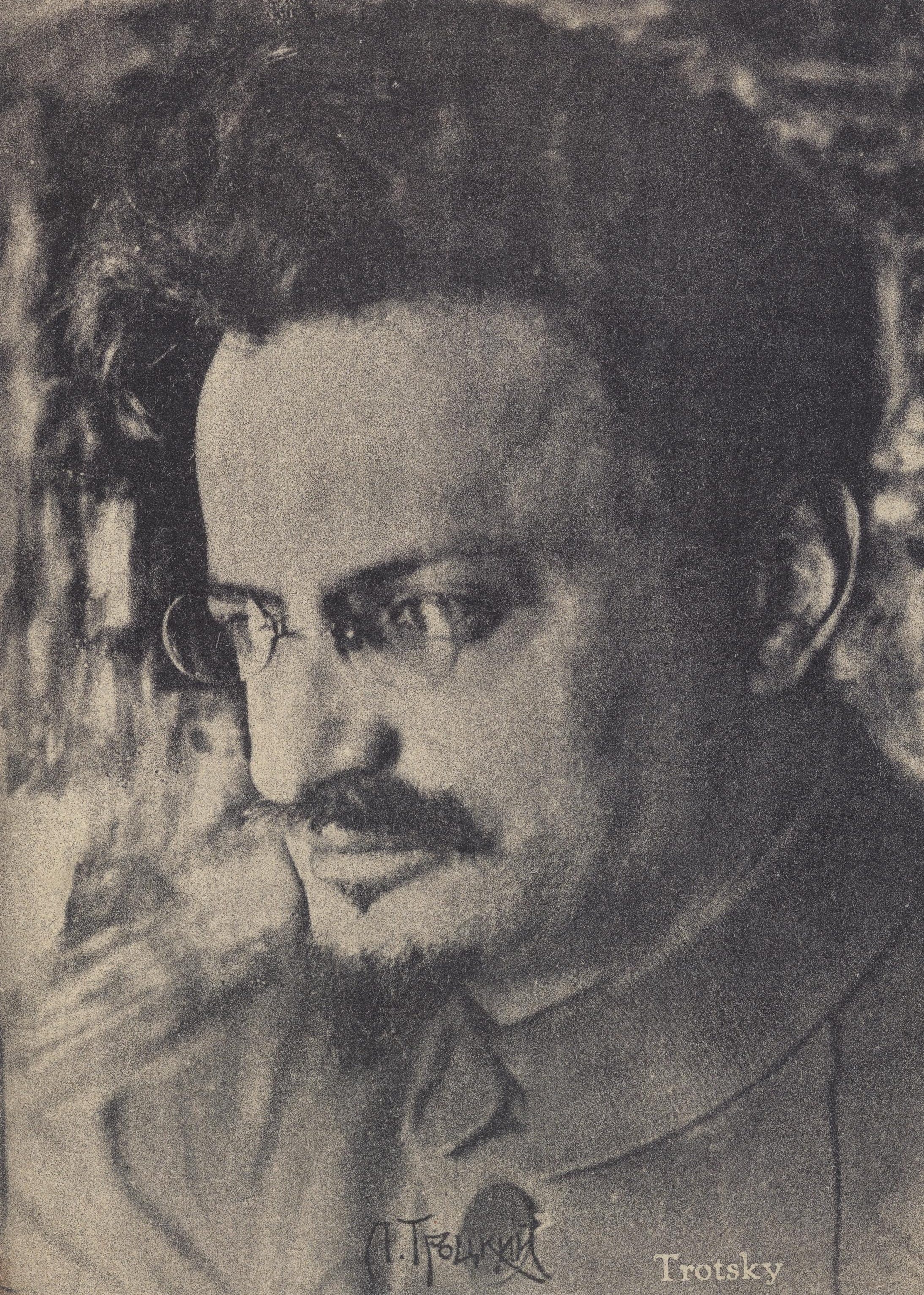
Лев Троцкий (Бронштейн)

Приказ Троцкого стал известен чешскому командованию и был расценён им как объявление войны. Советский приказ начальство корпуса огласило рядовому составу в виде объяснения своих действий и для демонстрации отсутствия пути назад. В ночь на 26 мая части Гайды взяли Новониколаевск. 28 мая — Канск и Нижнеудинск. После взятия Челябинска чешские и словацкие легионеры под командованием русских офицеров вошли и в другие русские города благодаря своей высокой организованности, мотивации (люди понимали, что в случае поражения их ждёт смерть), а также хорошей военной подготовке. Легионеры в общей сложности овладели территориями площадью около 1½ миллионов квадратных километров: между 26 мая и 8 июня советская власть была свергнута также в Пензе, Сызрани, Самаре, Омске, Барнауле, Томске, Кургане, Иркутске и промежуточных пунктах. 18 июня чехи взяли Красноярск. Если военные комиссариаты и руководители РСДРП(б) чехам не мешали, их сажали в тюрьму; при вооружённом сопротивлении — расстреливали. Воспользовавшись обстановкой, вышли из подполья вооружённые и организованные отряды офицерских организаций общей численностью в 13 тыс. человек, которые также свергали советскую власть на контролируемой корпусом территории. В Омске под руководством П. П. Иванова-Ринова выступило около 2 тыс. человек, в Новониколаевске под руководством А. Н. Гришина-Алмазова до 600 человек, в Томске под командованием А. Н. Пепеляева до 1 тыс. человек, в Барнауле под командованием П. Г. Ракина около 600 человек, в Иркутске под командованием А. В. Эллерц-Усова около 1 тыс. человек. К 8 июня на пространстве от Поволжья до Иркутска советская власть пала буквально в одночасье и вместо неё образовался ряд русских правительств, начавших борьбу против большевиков: в Самаре — КОМУЧ, в Екатеринбурге — Уральское временное правительство, в Омске — Временное Сибирское правительство.

## Челябинский инцидент в описаниях противников и в современных публикациях
Противоборствующие стороны по-разному описывали события мая 1918, перекладывая ответственность каждая на противоположную сторону.
По версии чехов, во второй половине мая 1918 Советское правительство приказало:
вполне обезоружить чехословаков, расформировать их части, расстрелять отдельных солдат и офицеров, а всю массу перевести в лагеря военнопленных. в 20-х числах мая советские отряды, состоящие почти исключительно из немцев и мадьяр, в четырёх местах — 25 мая в Марьяновке (под Омском), 26 — в Иркутске, 27 рано утром в Златоусте, Сердобске — предательски напали на почти безоружные эшелоны чехословаков. Подобными преступными и предательскими действиями чехословацкие полки были вынуждены выступить на свою защиту против Советской власти.
С советской стороны трактовка событий такова:
Чехословаки неожиданно и почти в один и тот же день напали на гг. Челябинск, Новониколаевск и Мариинск и свергли там Советскую власть. Города Западной Сибири оказались, поэтому, совершенно разобщёнными, а малочисленные Красногвардейские отряды, вследствие перерыва ж.д., лишены были возможности объединиться, чтобы общими силами нанести сокрушительный удар чехословакам, и были вынуждены действовать враздробь и порознь и успеха, конечно, иметь не могли, тем более что чехословаки были значительно лучше вооружены и дисциплинированы.
В современной западной прессе большинство публикаций (особенно в Чехии) повествуют о том, что чехи и словаки пали жертвами большевистского режима, хотя встречаются и публикации сторонников иных точек зрения.